# Associazione Calcio Treviso 1984-1985
Questa voce raccoglie le informazioni riguardanti l'Associazione Calcio Treviso nelle competizioni ufficiali della stagione 1984-1985.

## Divise e sponsor
Il Treviso ha giocato con la classica maglia bianco-celeste con i calzoncini bianchi e i calzettoni anch'essi bianchi.

## Rosa
| N. |                   | Ruolo | Calciatore            |
| -- | ----------------- | ----- | --------------------- |
|    | Italia (bandiera) | A     | Mauro Beccaria        |
|    | Italia (bandiera) | C     | Andra Berto           |
|    | Italia (bandiera) | A     | Fabio Biasin          |
|    | Italia (bandiera) | A     | Andrea Dei Rossi      |
|    | Italia (bandiera) | A     | Domenico Di Carlo     |
|    | Italia (bandiera) | C     | Giuliano Gava         |
|    | Italia (bandiera) | D     | Walter Grezzani       |
|    | Italia (bandiera) | C     | Valentino Leonarduzzi |
|    | Italia (bandiera) |       | Lo Baido              |
|    | Italia (bandiera) | A     | Gigino Longo          |
|    | Italia (bandiera) | A     | Renato Lorenzato      |
|    | Italia (bandiera) |       | Mason                 |

| N. |                   | Ruolo | Calciatore         |
| -- | ----------------- | ----- | ------------------ |
|    | Italia (bandiera) | P     | Maurizio Memo      |
|    | Italia (bandiera) | C     | Walter Moneta      |
|    | Italia (bandiera) | A     | Alberto Nardi      |
|    | Italia (bandiera) | D     | Davide Nardi       |
|    | Italia (bandiera) | C     | Giuseppe Niero     |
|    | Italia (bandiera) | P     | Luciano Pierobon   |
|    | Italia (bandiera) | D     | Carlo Pizzolon     |
|    | Italia (bandiera) | C     | Carlo Rossi        |
|    | Italia (bandiera) | A     | Luigi Tirapelle    |
|    | Italia (bandiera) | C     | Alessandro Zanatta |
|    | Italia (bandiera) | D     | Remo Zavarise      |
|    | Italia (bandiera) |       | Zennaro            |

## Risultati

### Campionato

#### Girone di andata
| 23 settembre 1984 1ª giornata | Reggiana | 1 – 1 | Treviso |  |

| 30 settembre 1984 2ª giornata | Treviso | 0 – 0 | Asti TSC |  |

| 7 ottobre 1984 3ª giornata | Lanerossi Vicenza | 1 – 0 | Treviso |  |

| 14 ottobre 1984 4ª giornata | Treviso | 0 – 0 | Pavia |  |

| 21 ottobre 1984 5ª giornata | Brescia | 1 – 1 | Treviso |  |

| 28 ottobre 1984 6ª giornata | Treviso | 1 – 0 | Livorno |  |

| 1º novembre 1984 7ª giornata | Treviso | 0 – 1 | SPAL |  |

| 11 novembre 1984 8ª giornata | Carrarese | 1 – 0 | Treviso |  |

| 18 novembre 1984 9ª giornata | Treviso | 2 – 0 | Ancona |  |

| 25 novembre 1984 10ª giornata | Piacenza | 2 – 0 | Treviso |  |

| 2 dicembre 1984 11ª giornata | Treviso | 1 – 0 | Jesi |  |

| 9 dicembre 1984 12ª giornata | Rondinella | 2 – 2 | Treviso |  |

| 16 dicembre 1984 13ª giornata | Treviso | 0 – 0 | Pistoiese |  |

| 23 dicembre 1984 14ª giornata | Sanremese | 1 – 0 | Treviso |  |

| 6 gennaio 1985 15ª giornata | Treviso | 0 – 0 | Modena |  |

| 13 gennaio 1985 16ª giornata | Treviso | 0 – 0 | Legnano |  |

| 20 gennaio 1985 17ª giornata | Rimini | 2 – 1 | Treviso |  |

#### Girone di ritorno
| 3 febbraio 1985 18ª giornata | Treviso | 0 – 0 | Reggiana |  |

| 10 febbraio 1985 19ª giornata | Asti TSC | 1 – 0 | Treviso |  |

| 17 febbraio 1985 20ª giornata | Treviso | 0 – 2 | Lanerossi Vicenza |  |

| 24 febbraio 1985 21ª giornata | Pavia | 2 – 1 | Treviso |  |

| 3 marzo 1985 22ª giornata | Treviso | 0 – 0 | Brescia |  |

| 10 marzo 1985 23ª giornata | Livorno | 0 – 0 | Treviso |  |

| 17 marzo 1985 24ª giornata | SPAL | 1 – 0 | Treviso |  |

| 24 marzo 1985 25ª giornata | Treviso | 2 – 0 | Carrarese |  |

| 6 aprile 1985 26ª giornata | Ancona | 1 – 1 | Treviso |  |

| 14 aprile 1985 27ª giornata | Treviso | 0 – 1 | Piacenza |  |

| 21 aprile 1985 28ª giornata | Jesi | 3 – 1 | Treviso |  |

| 5 maggio 1985 29ª giornata | Treviso | 0 – 2 | Rondinella |  |

| 12 maggio 1985 30ª giornata | Pistoiese | 2 – 0 | Treviso |  |

| 19 maggio 1985 31ª giornata | Treviso | 0 – 1 | Sanremese |  |

| 26 maggio 1985 32ª giornata | Modena | 3 – 0 | Treviso |  |

| 2 giugno 1985 33ª giornata | Legnano | 1 – 1 | Treviso |  |

| 9 giugno 1985 34ª giornata | Treviso | 1 – 1 | Rimini |  |